# 7인의 신부 (영화)
《7인의 신부》(영어: Seven Brides for Seven Brothers)는 1954년 개봉한 미국의 뮤지컬 영화이다. 스탠리 도넌이 감독을 맡았으며, 스티븐 빈센트 버네이의 소설 The Sobbin' Women 이 영화의 원작이다. 사비니 여인들의 강간 전설을 1850년 오리건 준주를 무대로 재해석했다. 제27회 아카데미 시상식에서 작품상 등 다섯 개 부문 후보로 올라 음악상을 받았다. 2004년 미국 국립영화등기부에 등재되었다.

## 출연

### 주연
- 제인 파월 - 밀리 역
- 하워드 킬

### 조연
- 제프 리처즈
- 러스 탬블린
- 토미 롤
- 하워드 페트리
- 버지니아 깁슨
- 이언 울프

## 기타
- 미술: 세드릭 기본
- 미술: 우리 맥클리어
- 의상: 월터 플렁킷

## 우리말 녹음
TBC 성우진
- 유강진 - 애담 (하워드 킬)
- 장유진 - 밀리엄 (제인 파월)